# بکتر سفلی
بکتر سفلی، روستایی از توابع بخش مرکزی شهرستان صحنه در استان کرمانشاه ایران است.

## جمعیت
این روستا در دهستان دینور قرار دارد و براساس سرشماری مرکز آمار ایران در سال ۱۳۸۵، جمعیت آن ۹۵ نفر (۳۶خانوار) بوده‌است. مردم بکتر علیا و سفلی پیروی دین یارسان هستند.